# 陳濬 (道光丁未進士)
陳濬（1817年—1872年），原名霖濬， 字華喆，一作華槎，號心泉，福建福州府侯官縣人，清朝政治人物。

## 生平
陳濬為道光二十七年（1847年）丁未科二甲第四十八名進士，選翰林院庶吉士，散館授編修，改任監察御史，轉給事中。擔任諫官期間，言事不避權貴。咸豐末年，第二次鴉片戰爭爆發，英法聯軍逼近京師，咸豐帝準備逃往熱河避暑山莊，陳濬接連上疏諫言反對。咸豐帝雖未採納其言，但憐其忠心，沒有將其治罪。
後來陳濬出京任職，任安徽安廬滁和道，同治九年（1870年）六月署湖北鹽法武昌道，同年實授，當時正值兵亂交加，陳濬清苦自勵，盡心民事，終因積勞成疾，卒於任內。留有多部文集，收錄於《求在我齋全集》中。

## 家族
陳氏家族祖籍浙江婺州東陽縣，元英宗至治三年（1323年）由浙入閩，世居福州府城內。五世祖陳燕翼為崇禎七年（1634年）甲戌科進士，南明弘光年間授琉球冊封使職，明亡未成行。
父陳宸書（一名大捷，字章徽，號楓階，別號花庭閒客，1765-1833）為乾隆五十七年（1792年）壬子科舉人，在湖南多地任知縣職，政績有聲。著有《筠碧山房詩集》、《賜葛堂試帖》、《李氏蒙求詳注》（前有黃本骥作序）、《桃花扇傳奇後續詳註》（前有長樂學者陳庚煥（字道由，號惕園，1757-1820）序言）等書。陳濬為陳宸書第三子。次兄陳溶孫陳籙為民國外交官。孫陳登澥（號湖士）亦服務於外交僑務界。著有“七閩叢書”二十一種及“七閩別輯”五種，書目包括《文鍵》、《老子今見》、《莊子大傳》、《孟子七篇大傳》、《中庸大義》、《六書轉注書》、《獨臥樓筆談》、《恰克圖詩歷》等，以及教授英文語法之《英文云謂字規範The Verb》等書。
長女陳謙淑（或作陳鷾淑，字梅君，自號聞妙香室主人，？-1900）嫁林則徐長孫、林汝舟長子林洄淑（字小颿，號棆鐡，1850-1887，光緒元年（1875年）乙亥恩科進士）。著有《聞妙香室詩鈔》兩卷（收錄於李秋君校訂《文藻遺芬集》）、彈詞《鏡中夢》（32卷）及《九仙枕》（28卷）等。